# اوویندولی
اوویندولی (به ایتالیایی: Ovindoli) یک کومونه در ایتالیا است که در استان لاکویلا واقع شده‌است. اوویندولی ۵۸٫۸۲ کیلومتر مربع مساحت و ۱٬۲۶۳ نفر جمعیت دارد و ۱٬۳۷۵ متر بالاتر از سطح دریا واقع شده‌است.

## خواهرخوانده
شهرهای ترزین، والمونتونه و اوسوایا خواهرخوانده‌های اوویندولی هستند.